# Inès Orchani
Pour les articles homonymes, voir Horchani.
 (septembre 2021).
La mise en forme du texte ne suit pas les recommandations de Wikipédia : il faut le « wikifier ».
Les points d'amélioration suivants sont les cas les plus fréquents. Le détail des points à revoir est peut-être précisé sur la page de discussion.
- Les titres sont pré-formatés par le logiciel. Ils ne sont ni en capitales, ni en gras.
- Le texte ne doit pas être écrit en capitales (les noms de famille non plus), ni en gras, ni en italique, ni en « petit »…
- Le gras n'est utilisé que pour surligner le titre de l'article dans l'introduction, une seule fois.
- L'italique est rarement utilisé : mots en langue étrangère, titres d'œuvres, noms de bateaux, etc.
- Les citations ne sont pas en italique mais en corps de texte normal. Elles sont entourées par des guillemets français : « et ».
- Les listes à puces sont à éviter, des paragraphes rédigés étant largement préférés. Les tableaux sont à réserver à la présentation de données structurées (résultats, etc.).
- Les appels de note de bas de page (petits chiffres en exposant, introduits par l'outil «  Source ») sont à placer entre la fin de phrase et le point final[comme ça].
- Les liens internes (vers d'autres articles de Wikipédia) sont à choisir avec parcimonie. Créez des liens vers des articles approfondissant le sujet. Les termes génériques sans rapport avec le sujet sont à éviter, ainsi que les répétitions de liens vers un même terme.
- Les liens externes sont à placer uniquement dans une section « Liens externes », à la fin de l'article. Ces liens sont à choisir avec parcimonie suivant les règles définies. Si un lien sert de source à l'article, son insertion dans le texte est à faire par les notes de bas de page.
- La présentation des références doit suivre les conventions bibliographiques. Il est recommandé d'utiliser les modèles {{Ouvrage}}, {{Chapitre}}, {{Article}}, {{Lien web}} et/ou {{Bibliographie}}. Le mode d'édition visuel peut mettre en forme automatiquement les références.
- Insérer une infobox (cadre d'informations à droite) n'est pas obligatoire pour parachever la mise en page.

Pour une aide détaillée, merci de consulter Aide:Wikification.
Si vous pensez que ces points ont été résolus, vous pouvez retirer ce bandeau et améliorer la mise en forme d'un autre article.
Œuvres principales
Gazelle Théorie, Autour du Lycée, Lâm poésie trilingue, Sin poésie trilingue
Inès Orchani (ou Horchani), née en 1976 à Tunis, est maître de conférences en littérature générale et comparée à l'université Sorbonne-Nouvelle depuis 2006, écrivaine et traductrice.

## Biographie
Après une scolarité primaire et secondaire en Tunisie, elle part en France à ses 18 ans où elle intègre les CPGE, option philosophie, du lycée Lakanal de Sceaux (1994-1996). En 2005, elle soutient une thèse de doctorat en Critical Studies intitulée La critique des traditions arabo-musulmane et gréco-occidentale par Adonis et Yves Bonnefoy (Sorbonne) sous la direction de Pierre Brunel.
Elle traduit les œuvres des féministes arabes May Ziadé et Nawal El Saadawi.
Elle est auteure de travaux sur des figures communes à la Bible et au Coran (Noé), sur le soufisme (Ibn Arabî) et sur la réception du Coran dans la littérature.
Elle est également spécialiste de l’œuvre d'Arthur Rimbaud et collabore au Dictionnaire Rimbaud, paru aux éditions Classiques Garnier en 2021.
En 2011, Inès Orchani milite pour les droits des femmes (Association tunisienne des femmes démocrates) et les droits des minorités en Tunisie (association Amazighe, droits LGBT).
En 2012, elle participe à l’Appel des femmes arabes pour la dignité et l’égalité lancé dans Le Monde, le 8 mars 2012.
En 2014, elle signe la tribune « Non au sexisme et au racisme », tribune publiée dans Libération le 23 septembre 2014. Elle signe, la même année, la Tribune du Monde du 2 mars 2014, «Halte aux détentions arbitraires en Syrie».
Elle est également responsable des cours d’agrégation de lettres modernes sur Albert Camus et sur Mahmoud Darwich à la Sorbonne-Nouvelle.
En 2015, elle publie Intersectionnalité et féminismes arabes avec Kimberlé Crenshaw dans la revue The Postcolonialist.
En 2019, Inès Orchani initie le projet Ô Féminin Pluriel à la Médiathèque Louis Pergaud d'Arcueil (traduction et diffusion de textes de féministes de langue arabe) sous le pseudonyme de NES.
Elle propose la création d'une nouvelle discipline, l'ipsologie, entendue comme création de soi. Elle initie également le mouvement Feminosophy, invitant à la redécouverte des femmes philosophes.
En 2020, elle crée la bibliothèque numérique trilingue arabe-français-anglais "Monde Traduction World Translation".
Inès Orchani, dans un entretien accordé à la revue El Espectador le 25 juillet 2019, décrit la littérature comme "média permettant la compréhension de l'autre".

## Œuvre

### Premier écrit
En 1994, sa nouvelle L’homme de lointaine tendresse et de silence, écrite en 1993, obtient le Prix spécial du jury du jeune écrivain francophone, et est publiée dans Course contre la montre, et 12 autres nouvelles.

### Gazelle Théorie
Le 1er septembre 2021, elle publie un essai féministe faisant écho à King Kong Théorie de Virginie Despentes : Gazelle Théorie chez Fayard, dans la collection Pauvert.
Dorothée Werner, dans son article "La double culture en héritage" décrit le livre d'Ines Orchani comme "un manifeste féministe vibrant, écrit à la première personne, quelque part entre l'essai combatif et le récit de soi décalé, la politique et la poésie." (Elle, 3 septembre 2021]).
Selon Laure Adler, dont Inès Orchani est l'invitée, sur France Inter le 13 septembre 2021, Gazelle Théorie "est aussi un poème" qui invite la femme à "regarder le monde sans forcément être la proie des hommes qui la regardent". Dans la même émission, Ines Orchani déclare "Je suis pour une neutralisation du rapport de force. J'ai très peur des révolutions qui tournent un peu en rond. J'ai très peur des renversements qui ne sont pas des dépassements."
Dans son article Devenir ghzâl" pour la revue En attendant Nadeau, du 15 septembre 2021, Eugénie Bourlet écrit: « Ines Orchani enjambe sans ménagement les limites tracées entre les sexes, mais aussi entre les sociétés, les mœurs, les religions, les langues. Comme pour le genre, le choix borné à l’une ou l’autre culture ne l’intéresse pas. » Cette aspiration au dépassement est confirmée par Julie Gonnet dans son article  «Gazelle Théorie»: un manifeste féministe pour « libérer la parole en arabe », dans Jeune Afrique du 25 septembre 2021. Ainsi, en préambule de l'interview consacrée à l'auteure, la journaliste qualifie Gazelle Théorie de "manifeste pour une société non-genrée, émancipée des rapports de force". Dans cet entretien, Ines Orchani éclaire les contours de son féminisme à travers la question de la filiation littéraire à laquelle elle préfère "l’idée d’auteurs qui seraient comme des îles qui communiqueraient entre elles". L'auteure s'inscrirait donc dans un "archipel" où son féminisme communiquerait avec Virginie Despentes, Pierre Bourdieu, Mariama Bâ, ou encore Cheikh Hamidou Kane, May Ziadé et Nawal Saadawi.

### Œuvres critiques

#### Écrits sur la poésie
- Les orients d'Arthur Rimbaud in Parade Sauvage, 2006  (ISBN 978-2-406-17759-3)
- Mahmoud Darwich, une poétique de l'écho in Cahier Textuel, 2017 lire en ligne
- Vénus Khoury-Ghata traductrice d'Adonis[20] in Fabula, 2018
- La fonction critique de la poésie arabe in Revue de Littérature Générale et Comparée, 2019 lire en ligne

#### Écrits sur la francophonie et les littératures du monde
- "La confrontation des langues" in L'étrangeté des langues, 2011 lire en ligne
- "Deux trajectoires dans la littérature-monde : Amin Maalouf et Wajdi Mouawad" in Trajectoires et dérives dans la littérature-monde, 2013 lire en ligne
- "La Révolution mise en scène" aux Presses Universitaires de Rennes, 2014 lire en ligne
- "Métissage et marginalité" in Etrangeté de l'autre, singularité du moi, 2015 lire en ligne
- "La traduction des littératures orales comme copie originale in TRANS, 2017 lire en ligne

#### Écrits sur les littératures sacrées
- "Noé dans la tradition écrite de langue arabe" in GRIC, 2015 lire en ligne
- "Trois passants considérables devant la source coranique: Hugo, Rimbaud, Gide" in Romanische studien, 2017 lire en ligne
- "Petite méditation d’ontologie divine" in GRIC, 2017 lire en ligne

#### Articles de Gender Studies
- "Maternité et créativité" in Dalhousie French Studies, 2014 lire en ligne
- "Intersectionnalité et féminismes arabes, avec Kimberlé Crenshaw" in The Postcolonialist, 2015 lire en ligne
- "La fiction du genre chez Beauvoir et Saadâwî" in Corps de femmes et espaces genrés arabo-musulmans, Karthala, 2017 lire en ligne
- "Les orients de Judith Gautier" in Judith Gautier, PUR, 2020 lire en ligne

#### Articles de Critical Studies et de philosophie critique
- Modernité philosophique et modernité poétique in Rimbaud Vivant, 2005 lire en ligne
- La mixité formelle arabe : exemples et enjeux in Atlantide, 2014 lire en ligne
- D'Alger à Damas, des auteurs en mal d'archives ? in Amnis, 2014 lire en ligne
- Aporie et créativité dans le "nouvel humanisme francophone in Fabula, 2016
- Repenser l'égalité avec May Ziadé in Tradmonde, 2020 lire en ligne
- Te souviens-tu de Sarah Kofman ? in Tradmonde, 2020 lire en ligne

### Œuvres en traduction

#### Traductions en arabe
- 2018 : Patti Smith in Tradmonde, 2020[21]
- Traduction de l'arabe :
- 2017 : Nouri al-Jarrâh, Nizâr Qabbânî, in Vacarme, 2017[22]
- 2019 : Nawal Saadâwî  (ISBN 978-2-490-78008-2), May Ziadé  (ISBN 978-2-490780-00-6), Abou-el-Kacem Chebbi  (ISBN 978-2-490780-12-9), LCM Éditions, 2019

### Collaborations

#### Collaboration à des dictionnaires
- La Bible dans les littératures du monde, édition du Cerf, 2016 lire en ligne
- Histoire des traductions en langue française, éditions Verdier, 2019 lire en ligne
- Dictionnaire Rimbaud, Classiques Garnier, 2021 lire en ligne

#### Collaboration à des revues
- The Postcolonialist, Vacarme, El Espectador, RLC

### Nouvelle, poésie et roman
- (fr) 1993 Nouvelle « L’homme de silence et de lointaine tendresse » : Prix Spécial du jury du 17e concours du jeune écrivain de moins de 20 ans (publié dans le recueil collectif Course contre la montre et douze autres nouvelles), NEA-EDICEFF Jeunesse, 1994 lire en ligne
- (fr + ar + en) Poésie trilingue : Lâm, LCM Editions, 2019  (ISBN 9782490780051)
- (fr + en) Autour du Lycée, LCM Editions, 2020  (ISBN 9782490780198)
- (fr) Gazelle Théorie, Fayard, 2021  (ISBN 9782720215698)